# Château de la Lauze
Le château de la Lauze est un château situé à Vielmur-sur-Agout, dans le Tarn (France).

## Historique
Il n'existe pas d'informations historiques sur le château de la Lauze. Néanmoins, l'architecture classique de l'édifice, ainsi que son organisation laissent à penser qu'il daterait du XVIIe siècle, avec des origines sûrement antérieures.
Les propriétaires accueillent en 2022 des chambres d'hôtes dans leur bâtisse.

## Architecture
Le château de la Lauze se compose d'un corps de logis rectangulaire, flanqué de deux tours quadrangulaires. Ces dernières s'élèvent sur trois étages, et surmontent donc la toiture du logis d'un étage. La façade principale, en cinq travées, est austère. La seule animation, outre de sobres fenêtres rectangulaires de style classique, se trouve être un petit entablement surplombant la porte d'entrée[réf. souhaitée].
La bâtisse est entourée de quelques dépendances, ainsi que d'un parc de 1 hectare.